# Anelaphus belkini
Anelaphus belkini är en skalbaggsart som beskrevs av Skiles 1985. Anelaphus belkini ingår i släktet Anelaphus och familjen långhorningar. Inga underarter finns listade i Catalogue of Life.